# Tablet Media
Tablet Media je první české vydavatelství zaměřené na vydávání časopisů prostřednictvím tabletů.
Byla založena v lednu roku 2013. Majitelem byl mediální manažer Michal Klíma, který dříve působil jako generální ředitel Lidových novin, vydavatelství Economia a slovenského vydavatelství 7 Plus.
V květnu 2013 začal vycházet první titul vydavatelství  - tabletový týdeník Dotyk.
V listopadu 2014 začalo vydavatelství Tablet media vydávat měsíčníky pro tablety a smartphony: Dotyk STYL ROYAL o moderní šlechtě a Dotyk STYL BYDLENÍ s tématy hi-tech domácnost, architektura, bydlení, dekor, zahrada, stavba. Měsíčníky jsou ke stažení ve čtečce Magazíny Dotyk zdarma.
Od prosince 2014 vydává týdeník Dotyk BYZNYS, který poskytuje informace o ekonomice a byznysu, je stažení je zdarma ve čtečce Dotyk každé pondělí.
V říjnu 2015 koupila 100 % akcií vydavatelství společnost ANGAUR, a.s. z investiční skupiny PENTA.
Společnost Tablet Media fúzí sloučení se společnostmi Vltava Labe Press (součást mediálního koncernu společnosti Penta Investments), Astrosat Media v červenci 2016 vznikla společnost Vltava Labe Media a Tablet Media zanikla.